# Kerameri
Kerameri hay Kerimeri, là một mandal thuộc Asifabad, bang Telangana, Ấn Độ.